# Aeropuerto de Cold Bay
El Aeropuerto de Cold Bay (IATA: CDB, OACI: PACD, FAA LID: CDB) es un aeropuerto público ubicado en Cold Bay, una ciudad del Estado de Alaska. Es propiedad del estado y uno de los principales aeropuertos que sirven a la Península de Alaska.
La pista principal de Cold Bay es la quinta más larga de Alaska y fue construida durante la Segunda Guerra Mundial. Actualmente, es utilizada por vuelos de carga regulares (Alaska Central Express y Evergreen International Airlines), y a veces es utilizado como aeropuerto de aterrizaje de emergencia para los vuelos de pasajeros que cruzan el Océano Pacífico.
CDB es también un lugar de aterrizaje alternativo de las lanzaderas espaciales de la NASA.
Hay también una oficina del Servicio Nacional de Meteorología (que suelta globos-sonda dos veces al día) junto a la Oficina de Servicios de Vuelo de la FAA. La NWS califica a Cold Bay como la ciudad más nublada de los Estados Unidos.
Hay vuelos ejecutivos en el aeropuerto a diario.

## Instalaciones y aeronaves
El Aeropuerto de Cold Bay tiene dos pistas de asfalto: la 14/32 con dimensiones de 10.415 x 150 ft. (3.174 x 46 m) y la 08/26 de 4.235 x 150 ft. (1.291 x 46 m).
En los doce meses previos al 8 de octubre de 2004, el aeropuerto tuvo 3.794 operaciones, una media de diez al día: 53% ejecutivo, 34% aviación general, 9% comercial regular y 4% militar.

## Aerolíneas y destinos
- PenAir (Anchorage, False Pass, King Cove, Nelson Lagoon, Port Moller)[3]